# Oenospila oleraria
Oenospila oleraria är en fjärilsart som beskrevs av Achille Guenée 1857. Oenospila oleraria ingår i släktet Oenospila och familjen mätare. Inga underarter finns listade i Catalogue of Life.